# ノースウッド司令部
ノースウッド司令部（ノースウッドしれいぶ、英語: Northwood Headquarters）はハートフォードシャー、イーストベリー（英語版）にあるイギリス軍の軍事司令部施設である。ロンドン、ヒリンドン区のノースウッド（英語版）に隣接することからこう名付けられている。ノースウッド司令部には常設統合司令部（Permanent Joint Headquarters）、多国籍司令部、イギリス海軍作戦司令官（Commander Operations）、北大西洋条約機構（NATO）連合海上司令部の4つの軍事司令部が拠点をおいており、4つの機能を統制している。

## 歴史
ノースウッド司令部は、ノースウッドのイーストベリー公園の敷地内に設置されている。第二次世界大戦中の1939年、イギリス空軍は、イーストベリーの建物を利用し、地下壕と作戦室のネットワークを建設してた施設を、空軍沿岸軍団に利用させるために譲渡した。この建物は、その後火災によって損傷を受けたにもかかわらず、士官食堂として使用された。
1953年、大西洋連合軍（Allied Command Atlantic, ACLANT）の一部である東大西洋管区司令官（Commander-in-Chief, Eastern Atlantic, CINCEASTLANT）としてのNATOの責務をイギリス本国艦隊が獲得し、東部大西洋におけるNATO指揮系統がノースウッド司令部に設立された。しかしながら、本国艦隊総司令官は依然として将旗をポーツマス海軍基地に停泊するタイン（HMS Tyne, F24）に掲げていた。1960年、本国艦隊総司令官がノースウッドに移転し、1963年にはノースウッド所在の海軍部隊はHMSウォリアー（HMS Warrior）として就役した。1966年にはNATO海峡司令部（この司令部の司令官職もまた本国艦隊司令長官によって担われていた）がポーツマスからノースウッドに移転した。イギリス空軍は1969年にノースウッドを完全に退去した。
1971年、艦隊総司令官が設置されると、イギリス海軍が施設すべてを引き継ぎ、1978年には潜水艦隊司令官（Flag Officer Submarines）もノースウッドに司令部を移転させた。艦隊総司令官の司令部として、この施設はフォークランド紛争（1982年）において、コーポレート作戦を統制した。
2002年、合理化に従い、艦隊総司令官は幕僚の大半をポーツマスに移転させ、ノースウッドを常設統合司令部に引き渡した。
2006年、ノースウッドの機能性を改善するための大規模な工事が開始された。この工事には、主要な建物の改装または建替えが含まれており、キャリロン社との契約によるPFIにより実施されている。2010年5月6日にはエリザベス2世女王が常設統合司令部棟の開設のためにノースウッドを訪れた。この常設統合司令部棟は1億5千万ポンドを投じた施設の再開発の一部である。

## 4つの司令部

### 常設統合司令部

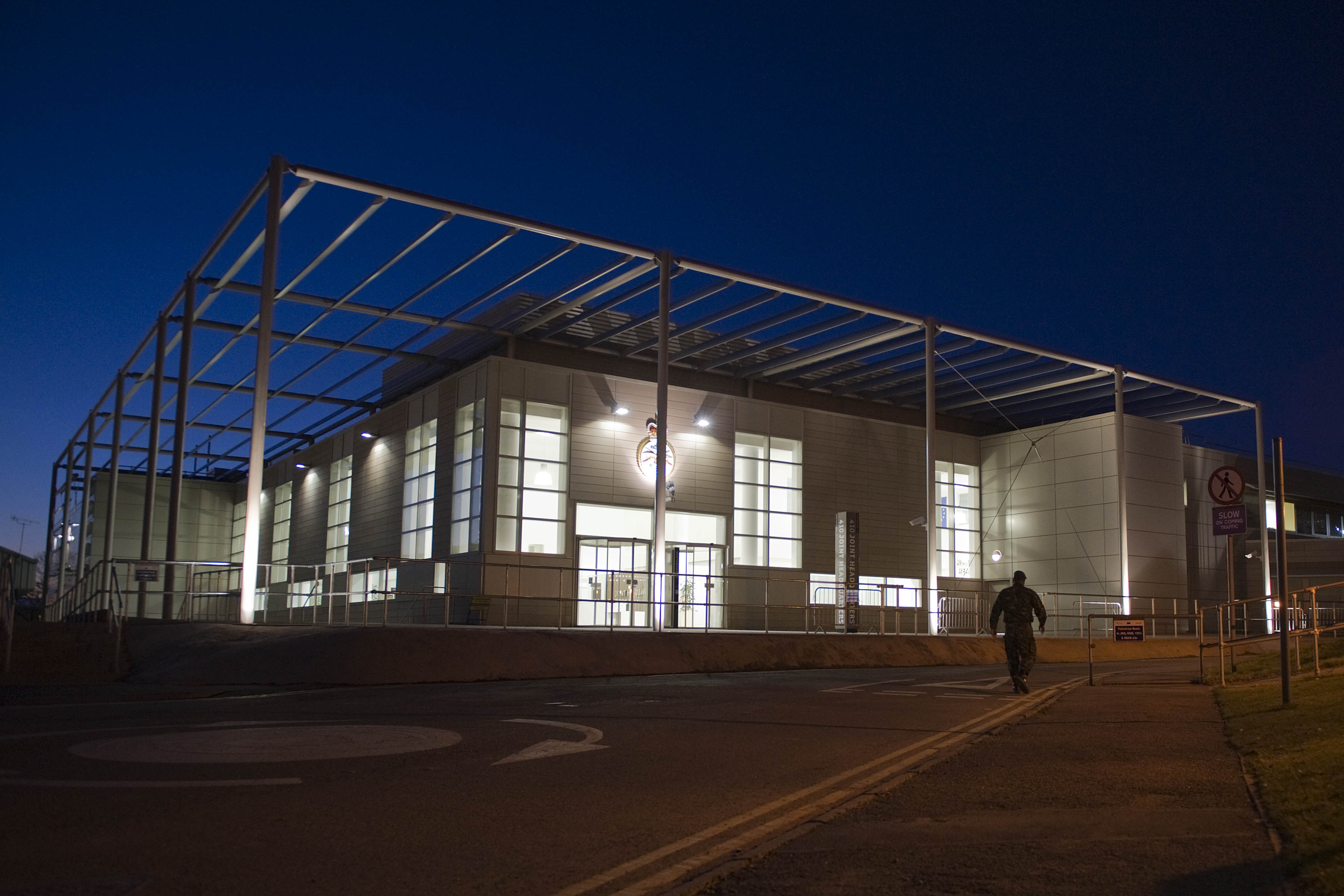
常設統合司令部

常設統合司令部（Permanent Joint Headquarters）はイギリス3軍からなる司令部組織で、イギリス軍の統合軍事作戦の作戦指揮、海外での軍事活動の計画・統制を担っている。単一軍種による作戦は適切な前線指揮権のもとにとどめられている。常設統合司令部を指揮するのは統合作戦部長（Chief of Joint Operations, CJO）である。常設統合司令部は、イギリスの3軍から供出された戦力の統合作戦能力を管理する統合戦力コマンド司令官に対して責任を負っている。
常設統合司令部は1996年4月に、イギリス主導の統合作戦または潜在的な統合かつ多国籍作戦の効率性と効果を強化するため、また、他国主導による多国籍作戦に参加したイギリス軍の作戦指揮を実施するために設置された。

### 多国籍司令部
常設統合司令部と同じ建屋には欧州連合（EU）の軍事作戦を指揮する多国籍司令部（Multi National Headquarters）も設置されている。この指揮系統を支援する人員は、ノースウッドにおける既存のNATOおよび各国のポストを併任しており、必要な場合には他所からの人員で増強される。この多国籍司令部は、現在、ソマリア沖の海賊に対する対海賊作戦を指揮するEUの要員によって運営されている。

### イギリス海軍
| 任期      | 階級 | 氏名                     |
| --------- | ---- | ------------------------ |
| 1993-1996 | 少将 | ロジャー・レイン＝ノット |
| 1996-1998 | 少将 | ジェームズ・ペローン     |
| 1998-2002 | 少将 | ロバート・スティーヴンズ |
| 2002-2004 | 少将 | ナイアル・キルゴア       |
| 2004-2006 | 少将 | ポール・ランバート       |
| 2006-2009 | 少将 | デイヴィッド・クック     |
| 2009-2011 | 少将 | マーク・アンダーソン     |
| 2011-2013 | 少将 | イアン・コルダー         |
| 2013–     | 少将 | マシュー・パー           |

作戦司令官（Commander Operations）はノースウッドに所在するイギリス海軍の先任士官であり、艦隊司令官に代わってイギリスの海上作戦の作戦指揮を実施する。このポストは1993年に設置され、通常、潜水艦隊の少将が兼務する。その職責は、イギリスの攻撃型原子力潜水艦を統括する任務部隊311司令官（Commander Task Force 311, CTF311）および弾道ミサイル原子力潜水艦を統括する任務部隊345司令官（CTF345）に対する指揮である。
オックスヘイ・ドライヴ・サウスのブラッケンヒル・ハウスに1988年に移転していた、海軍予備役のHMSワイルドファイア（HMS Wildfire、en）は、2011年6月にノースウッドの新しい建屋に戻ってきた。

### NATO連合海上司令部
NATO連合海上司令部（NATO Allied Maritime Command）は、NATO欧州連合軍最高司令官の指揮統制下にある。